# Razapinjuće stablo
Razapinjuće stablo, pojam iz teorije grafova. Ako je graf povezan i neusmjeren, razapinjuće stablo u tom grafu je podgraf koji je stablo i razapinje taj graf. Stablo težine (tj. zbroja težina njegovih bridova) manje ili jednake težini svakog drugog razapinjućeg stabla u težinskom grafu predstavlja minimalno razapinjuće stablo u tom grafu.
Razapinjući podgraf grafa {\displaystyle G=(V,E)} je graf oblika {\displaystyle G'=(V,E')}, gdje je {\displaystyle E'\subseteq E}.